# Taylor Holmes
Taylor Holmes, född 16 maj 1878 i New Jersey, död 30 september 1959 i Hollywood, var en amerikansk skådespelare verksam inom både teater och film.
Han verkade från tidigt 1900-tal som skådespelare vid många Broadway-uppsättningar. Han verkade också som skådespelare under stumfilmseran på 1910-talet och 1920-talet. Efter ett uppehåll från filmandet återkom han 1947 och hade roller i filmer som Mardrömsgränden (1947), och Herrar föredrar blondiner (1953). Han spelade Ebenezer Scrooge i en TV-version av Charles Dickens En julsaga 1949. En av hans sista roller innan hans död var rösten åt Kung Stefan i Walt Disneys Törnrosa 1959.
Han har tilldelats en stjärna för filminsatser på Hollywood Walk of Fame.

## Filmografi, urval
- 1947 – Angivaren
- 1947 – Bumerang
- 1947 – Mardrömsgränden
- 1948 – Jeanne d'Arc
- 1950 – Brudens fader
- 1950 – Det gäller mitt liv
- 1951 – Aj, som katten
- 1953 – Herrar föredrar blondiner